# Wybory prezydenckie w Rumunii w 2025 roku
Wybory prezydenckie w Rumunii w 2025 roku – drugie wybory prezydenckie w Rumunii mające wyłonić następcę Klausa Iohannisa. Przeprowadzone 4 maja 2025 roku, II tura odbyła się 18 maja. Zakończone zwycięstwem Nicușora Dana, który w II turze pokonał George Simiona. Poprzednie wybory, unieważnione przez Trybunał Konstytucyjny, odbyły się 24 listopada 2024 roku. W reakcji na słaby wynik popieranego przez rząd Crina Antonescu, który nie dostał się do II tury, premier Marcel Ciolacu podał się do dymisji.

## Tło
Pod koniec 2024 roku odbyły się wybory prezydenckie mające wyłonić następcę Klausa Iohannisa urzędującego od 2014 roku. Pierwszą turę z poparciem 22% głosujących, wygrał Călin Georgescu, co stanowiło duże zaskoczenie, jako że przedwyborcze sondaże dawały mu między 4 a 10%. Pojawiły się liczne zarzuty o łamanie prawa wyborczego i manipulowanie wynikami wyborów. W toku dziennikarskiego śledztwa oraz na podstawie odtajnionych raportów służb ustalono, że na dwa tygodnie przed wyborami konta Călina Georgescu w mediach społecznościowych (szczególnie na TikToku) były sztucznie promowane przez sieć zagranicznych kont. Stało się to podstawą do unieważnienia przez Sąd Konstytucyjny całych wyborów prezydenckich, co nastąpiło na dwa dni przed drugą turą, w której zmierzyć się mieli Călin Georgescu oraz Elena Lasconi. Decyzja spotkała się z szeroką krytyką zarówno w Rumunii, jak i za granicą.

### Sytuacja po wyborach w 2024 r.
10 lutego, po wszczęciu wobec niego procedury impeachmentu, Klaus Iohannis ogłosił rezygnację z urzędu, mimo wcześniejszych zapowiedzi, że pozostanie na stanowisku do czasu wyboru nowego prezydenta. Obowiązki głowy państwa przejął Ilie Bolojan.

## Kandydaci
Călin Georgescu został decyzją Centralnego Biura Wyborczego wykluczony ze startu w wyborach, co zostało skrytykowane przez jego sympatyków i część kandydatów.
| Imię i nazwisko   | Zdjęcie | Partie popierające                                                                            |
| ----------------- | ------- | --------------------------------------------------------------------------------------------- |
| George Simion     |         | Sojusz na rzecz Jedności Rumunów (AUR)                                                        |
| Crin Antonescu    |         | Partia Narodowo-Liberalna, Partia Socjaldemokratyczna, Demokratyczny Związek Węgrów w Rumunii |
| Elena Lasconi     |         | Związek Zbawienia Rumunii                                                                     |
| Cristian Terheș   |         | Rumuńska Narodowa Partia Konserwatywna (Partidul Național Conservator Român)                  |
| Lavinia Șandru    |         | Partia Socjalno-Liberalno-Humanistyczna (Partidul Umanist Social Liberal)                     |
| Victor Ponta      |         | Bezpartyjny                                                                                   |
| Sebastian Popescu |         | PNR                                                                                           |
| Silviu Predoiu    |         | Partia Narodowej Ligi Akcji (Partidul Liga Acțiunii Naționale)                                |
| John Ion Banu     |         | Bezpartyjny                                                                                   |
| Daniel Funeriu    |         | Bezparyjny                                                                                    |
| Nicușor Dan       |         | dawniej Związek Zbawienia Rumunii                                                             |

## Wyniki[9]
| Kandydat          | Partia               | Pierwsza tura | Pierwsza tura | Druga tura  | Druga tura  |
| Kandydat          | Partia               | Głosy         | %             | Głosy       | %           |
| ----------------- | -------------------- | ------------- | ------------- | ----------- | ----------- |
| Nicușor Dan       | Polityk niezrzeszony | 1 979 767     | 20,99%        | 6 168 642   | 53,60%      |
| George Simion     | AUR                  | 3 862 761     | 40,96%        | 5 339 053   | 46,40%      |
| Crin Antonescu    | PSD + PNL + UDMR     | 1 892 930     | 20,07%        | Nie dotyczy | Nie dotyczy |
| Victor Ponta      | Polityk niezrzeszony | 1 230 164     | 13,04%        | Nie dotyczy | Nie dotyczy |
| Elena Lasconi     | USR                  | 252 721       | 2,68%         | Nie dotyczy | Nie dotyczy |
| Lavinia Șandru    | PUSL                 | 60 682        | 0,64%         | Nie dotyczy | Nie dotyczy |
| Daniel Funeriu    | Polityk niezrzeszony | 49 604        | 0,53%         | Nie dotyczy | Nie dotyczy |
| Cristian Terheș   | PNCR                 | 36 445        | 0,39%         | Nie dotyczy | Nie dotyczy |
| Sebastian Popescu | PNR                  | 25 994        | 0,28%         | Nie dotyczy | Nie dotyczy |
| John Ion Banu     | Polityk niezrzeszony | 22 020        | 0,23%         | Nie dotyczy | Nie dotyczy |
| Silviu Predoiu    | PLAN                 | 17 186        | 0,18%         | Nie dotyczy | Nie dotyczy |